# Хенри Ман
Хенри Ман (на английски: Henry Manne) е американски юрист, един от основоположниците на дисциплината „Право и икономика“.

## Биография
Роден е на 10 май 1928 година в Ню Орлиънс. През 1950 година получава бакалавърска степен по икономика във Вандербилтовия университет, а през 1952 година – докторска степен по право в Чикагския университет. През по-голямата част от кариерата си преподава в Университета „Джордж Мейсън“.
Умира от рак на 17 януари 2015 г. на 86-годишна възраст.